# Jednostka regionalna Ikaria
Jednostka regionalna Ikaria (nwgr.: Περιφερειακή ενότητα Ικαρίας) – jednostka administracyjna Grecji w regionie Wyspy Egejskie Północne. Powołana do życia 1 stycznia 2011 w wyniku przyjęcia nowego podziału administracyjnego kraju. W 2021 roku liczyła 9,9 tys. mieszkańców.
W skład jednostki wchodzą gminy:
- Furni Korseon (3),
- Ikaria (2).